# Alfa Romeo Romeo (trattore agricolo)
Il Romeo è un modello di trattore agricolo prodotto dall'Alfa Romeo dal 1918 al 1921.

## Il contesto
I primi trattori agricoli italiani vennero realizzati tra la fine del XIX secolo e l'inizio del XX secolo. La loro diffusione in agricoltura avvenne verso la fine della prima guerra mondiale con la fondazione dell'"Aratura di Stato", ovvero dell'organismo pubblico che gestiva l'impiego di soldati che non potevano essere spediti al fronte e che erano utilizzati nei campi insieme a circa 3.000 trattori agricoli forniti dagli Stati Uniti per uso militare.
Questi mezzi agricoli, che erano di marca International Harvester e di modello Mogul Case e Titan, non potevano essere usati nelle operazioni belliche per le loro caratteristiche meccaniche, che erano inadatte al suolo del fronte di guerra italiano.

## Storia
A prima guerra mondiale terminata ci fu uno stimolo nei confronti della produzione di trattori agricoli per via dell'esigenza che ebbero le industrie metalmeccaniche italiane di riconvertire gli impianti alle forniture civili. Durante la guerra, infatti, gli impianti di queste società vennero convertiti alla produzione di manufatti utili per la guerra. Per tale motivo, subito dopo la fine del conflitto, diverse grandi aziende meccaniche italiane come FIAT, Breda, Ansaldo, OM e Pavesi-Tolotti iniziarono a produrre trattori agricoli.
Anche l'Alfa Romeo decise di entrare in questo business con la produzione di un mezzo agricolo su licenza dell'International Harvester. In particolare la società di Nicola Romeo ottenne la licenza di assemblare il trattore Titan, che era stato commercializzato negli Stati Uniti dall'International Harvester dal 1910 al 1914.
L'Alfa Romeo produsse questo modello di trattore agricolo in 300 esemplari dal 1918 al 1921 negli stabilimenti del Portello: a questo modello di mezzo agricolo venne dato il nome di "Romeo". Il Romeo ebbe poi uno scarso successo commerciale, soprattutto sulla scorta delle sue caratteristiche tecniche, che erano obsolete già da qualche anno, tant'è che negli Stati Uniti era uscito di produzione nel 1914. L'Alfa Romeo non assemblò solo questo modello di trattore, ma produsse anche attrezzi agricoli come aratri e altri strumenti destinati all'agricoltura. Un esemplare di Romeo è conservato all'interno del museo storico Alfa Romeo di Arese.

## Caratteristiche tecniche
Il modello era dotato di un motore a due cilindri contrapposti che era alimentato a cherosene. Il cambio era manuale a due rapporti più la retromarcia.